# Ockle
Ockle (Schots-Gaelisch: Ocal) is een dorp in de Schotse lieutenancy Inverness in het raadsgebied Highland.